# Slywyne
Slywyne (ukrainisch Сливине; russisch Сливино Sliwino) ist ein Dorf in der ukrainischen Oblast Mykolajiw mit etwa 900 Einwohnern (2001).

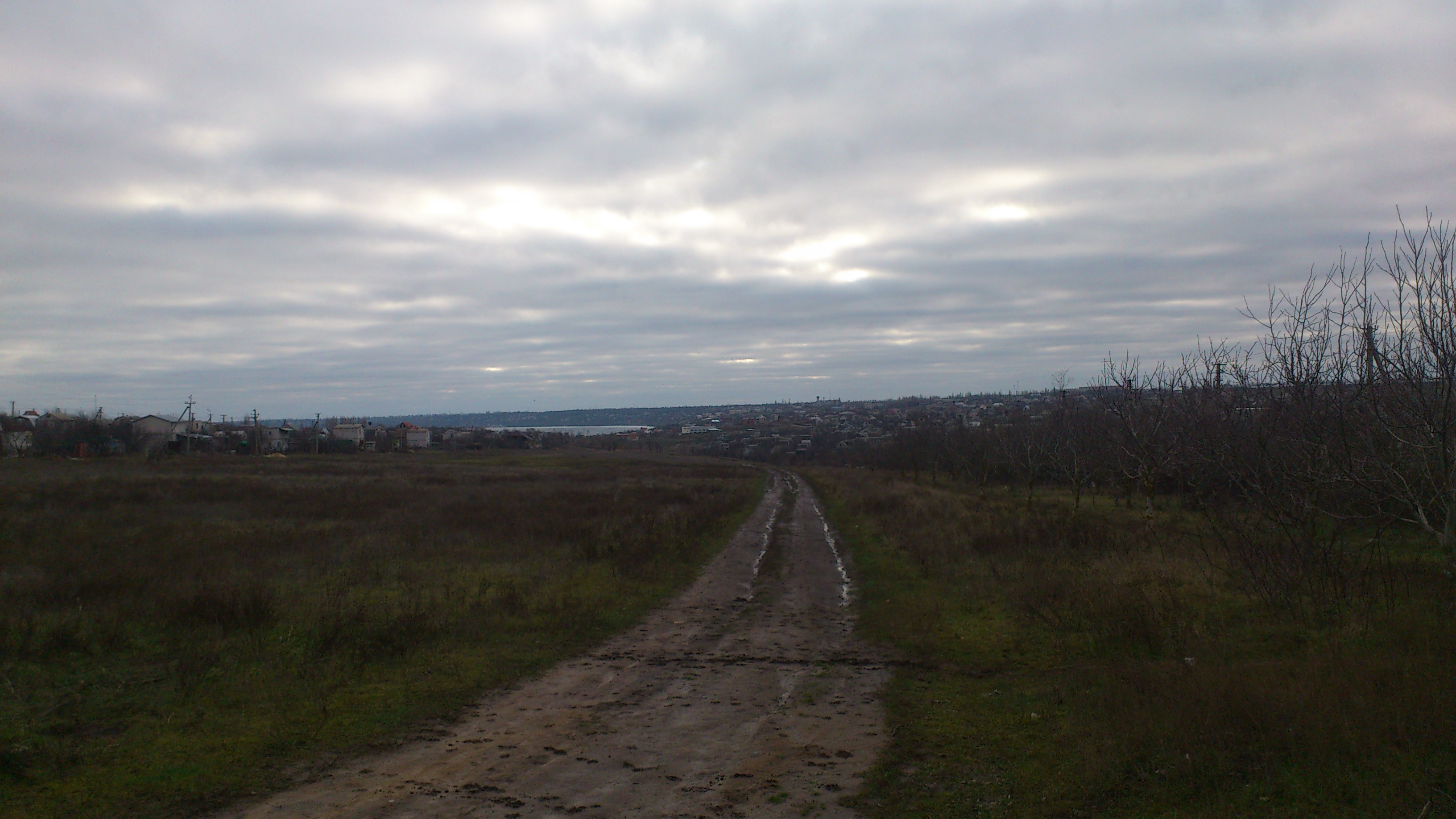
Blick auf das Dorf

Die Ortschaft liegt auf einer Höhe von 22 m am Westufer des Südlichen Bugs 35 km vor dessen Übergang zum Dnepr-Bug-Liman, 6 km nordwestlich vom Gemeindezentrum Wesnjane und 13 km westlich vom Rajon- und Oblastzentrum Mykolajiw. Westlich vom Dorf verläuft Territorialstraße T–1506.
Am 12. September 2016 wurde das Dorf ein Teil der neugegründeten Landgemeinde Wesnjane, bis dahin bildete es einen Teil der Landratsgemeinde Nadbuske (Надбузька сільська рада/Nadbuska silska rada) im Südosten des Rajons Mykolajiw.